# NGC 6264
NGC 6264 is een balkspiraalstelsel in het sterrenbeeld Hercules. Het hemelobject werd op 28 juni 1864 ontdekt door de Duitse astronoom Albert Marth.

## Synoniemen
- MCG 5-40-9
- ZWG 169.15
- PGC 59306